# Clube de Rugby de Arcos de Valdevez

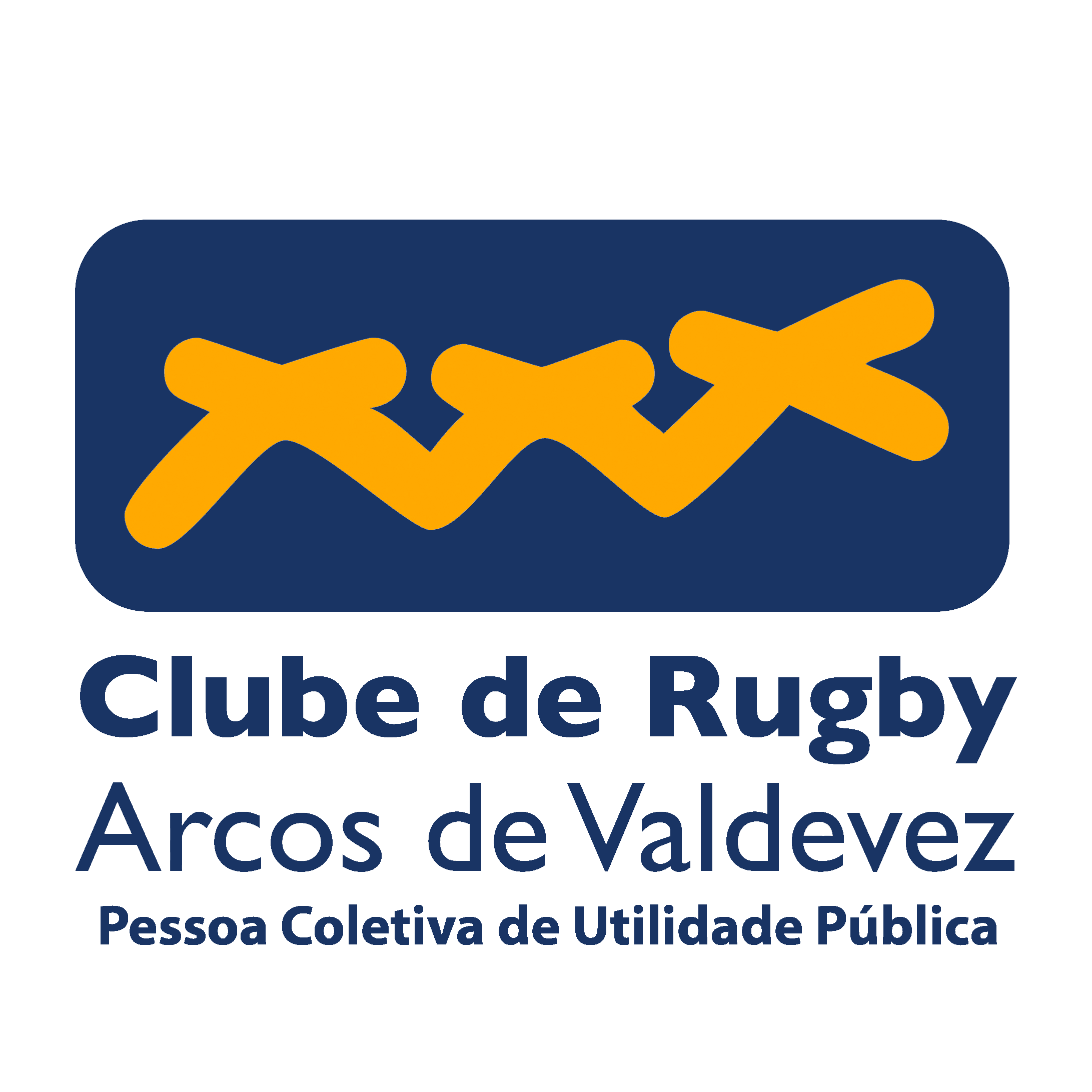
Clube de Rugby de Arcos de Valdevez.

Le Clube de Rugby de Arcos de Valdevez est un club portugais de rugby à XV basé à Arcos de Valdevez.
Le club évolue au deuxième niveau du rugby portugais, le Championnat du Portugal de deuxième division de rugby à XV ou Campeonato Nacional de I Divisião.

## Palmarès
- Championnat du Portugal de deuxième division de rugby (1)
  - Champion : 2017/18
- Championnat du Portugal de troisième division de rugby (1)
  - Champion : 1991/92
- Championnat du Portugal de quatrième division de rugby (1)
  - Champion : 1982/83